# Un segreto non è per sempre
Un segreto non è per sempre è un romanzo della scrittrice italiana Alessia Gazzola, edito da Longanesi nel 2012. È il secondo libro in ordine di pubblicazione con protagonista Alice Allevi, pasticciona aspirante medico legale all'Istituto di Medicina Legale di Roma. La serie, bestseller in patria, è stata tradotta in varie lingue tra cui francese, tedesco, polacco, turco e spagnolo.
Da questo romanzo è tratto il decimo episodio della prima stagione de L'allieva, realizzata da Endemol Shine Italy e Rai Fiction. L'episodio è stato trasmesso per la prima volta su Rai 1 il 31 ottobre 2016.

## Trama
Alice viene coinvolta in una perizia per l'interdizione di un famoso scrittore Konrad Azais, vecchio e malato, con tre figli maschi e una femmina, perché vuole lasciare la sua eredità a una donna misteriosa. Alice pensa che sia lucidissimo. Poco tempo dopo viene trovato morto, con una lettera che annuncia il suicidio. Claudio si confronta con Beatrice, sua ex fidanzata, che gli dice che potrebbe essere sia morte naturale che morte da inibizione (era sensibile e bastava un leggero strangolamento per ucciderlo). La nipote Clara ha visto qualcosa ma non lo vuole dire, Alice va ad interrogarla più volte. Nel testamento c'è scritto che lui ha rubato il libro che l'ha fatto diventare famoso da Oliver Volange, che poi ha sposato Chaterine. Alice va ad un convegno con Claudio e stanno insieme. Alice vuole dirlo subito a Arthur quando torna a Roma a Natale. I due si lasciano. In seguito Cordelia tenta il suicidio per delusioni amorose, e Arthur torna, poi riparte. Alice evita Claudio, che si mostra interessato a lei. Viene investita Amelie Volange. Alice va alla mostra e scopre che Oscar é un pittore. Yukino torna in Giappone e Alice va a vivere da Cordelia. Alice fa confessare Clara. Alice va a trovare Yokino. Alla fine Ambra, triste perché Claudio l'ha lasciata sparisce.

## Edizioni
- Alessia Gazzola, Un segreto non è per sempre, Milano, Longanesi, 2012, ISBN 9788830432161.